# آیمی کونیتاکه
آیمی کونیتاکه (انگلیسی: Aimi Kunitake؛ زادهٔ ۱۰ ژانویهٔ ۱۹۹۷) بازیکن فوتبال اهل ژاپن است.
وی همچنین در تیم ملی فوتبال زنان ژاپن بازی کرده‌است.